# Stalevo
Stalevo (bulgariska: Сталево) är ett distrikt i Bulgarien.   Det ligger i kommunen Obsjtina Dimitrovgrad och regionen Chaskovo, i den nordöstra delen av landet, 400 km öster om huvudstaden Sofia.
Trakten runt Stalevo består till största delen av jordbruksmark. Runt Stalevo är det ganska tätbefolkat, med 222 invånare per kvadratkilometer.